# KLM Crown Lounge

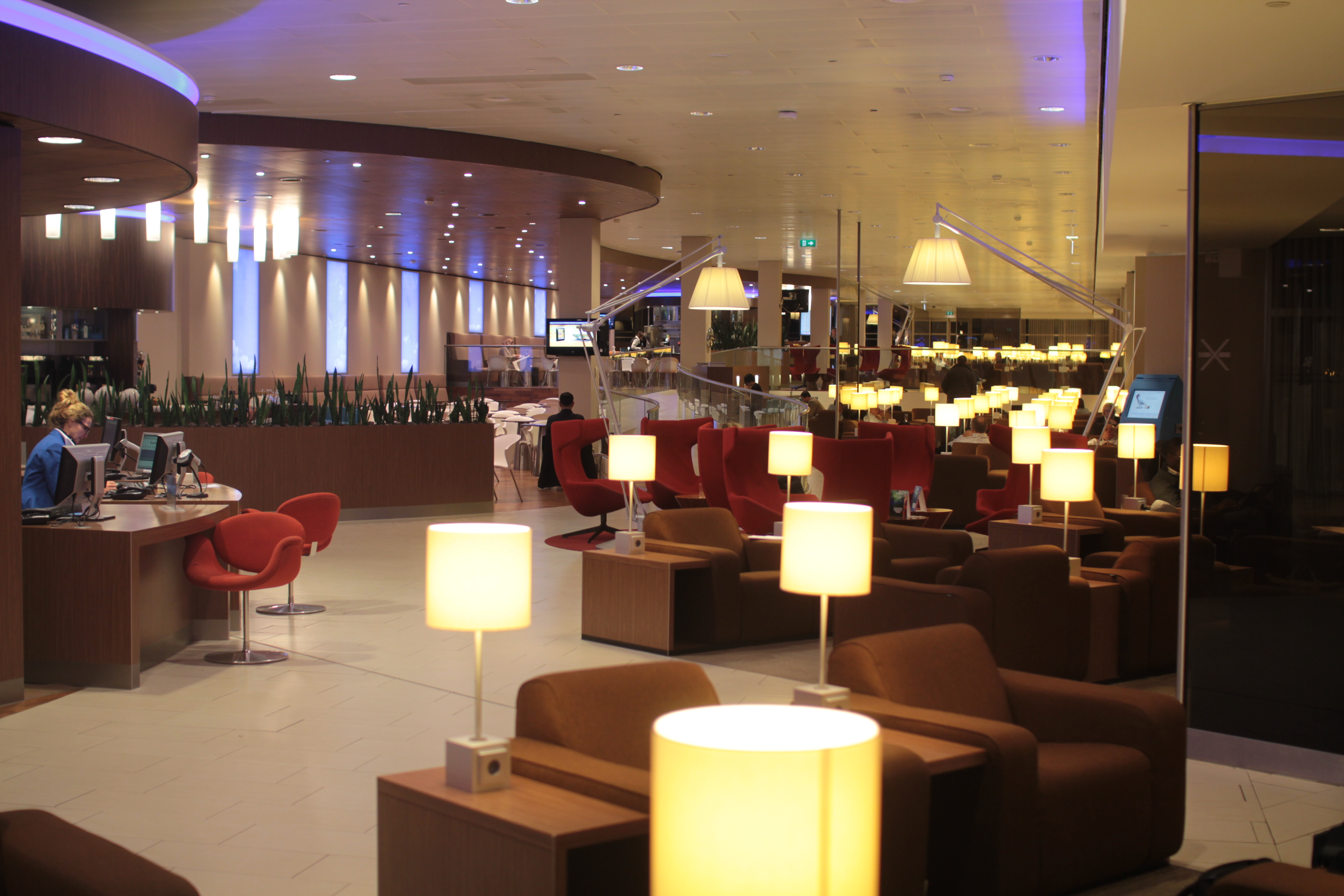
De niet-Schengen Crown lounge

De KLM Crown Lounge is de handelsnaam van de lounges van de Nederlandse luchtvaartmaatschappij KLM. 

## Locatie & toegangsbeleid
Er zijn er op luchthaven Schiphol twee; lounge 25 in het Schengengebied achter security boven de D-pier en lounge 52 in het intercontinentale Non-Schengen gebied tussen de E en F-pier.
De Crown Lounges op Schiphol zijn toegankelijk voor alle businessclassreizigers en leden met Elite+ status van de frequent flyer-programma's van de in SkyTeam deelnemende luchtvaartmaatschappijen.

## Lounge 52
In 2019 is lounge 52 verhuist naar een nieuwe locatie. De ingang aan de Holland Boulevard is gedecoreerd met Delfts blauwe KLM Huisjes. Men gaat met een roltrap omhoog, waar bij self-service kiosks toegang tot de lounge kan worden verkregen. Men komt dan binnen in Polder, het gebied om te eten, relaxen en werken. Op deze verdieping is ook de servicedesk van KLM gevestigd. 
Via weer een roltrap of via de Dutch Mountain gaat men naar Sky op de eerste verdieping. Daar is meer zitruimte en een balkon waar men buiten kan zitten. Ook is er een bemande bar waar men alcoholische versnaperingen kan halen.
Op Sky is het luxe restaurant Blue inmiddels geopend. Dit restaurant heeft luxe gerechten en bediening en is in tegenstelling tot de rest van de lounge niet gratis. 
In de gehele lounge is gratis wifi-toegang.

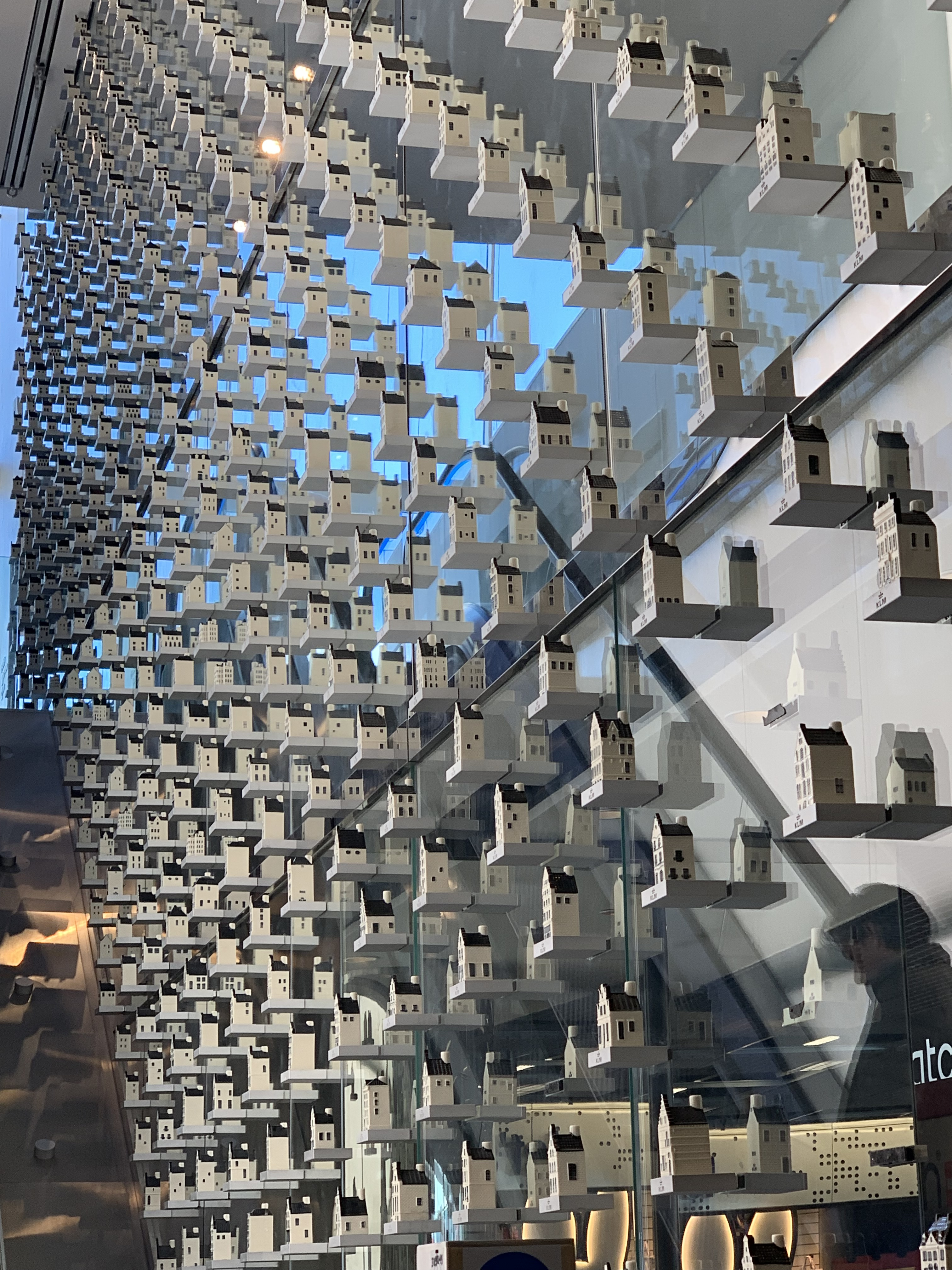
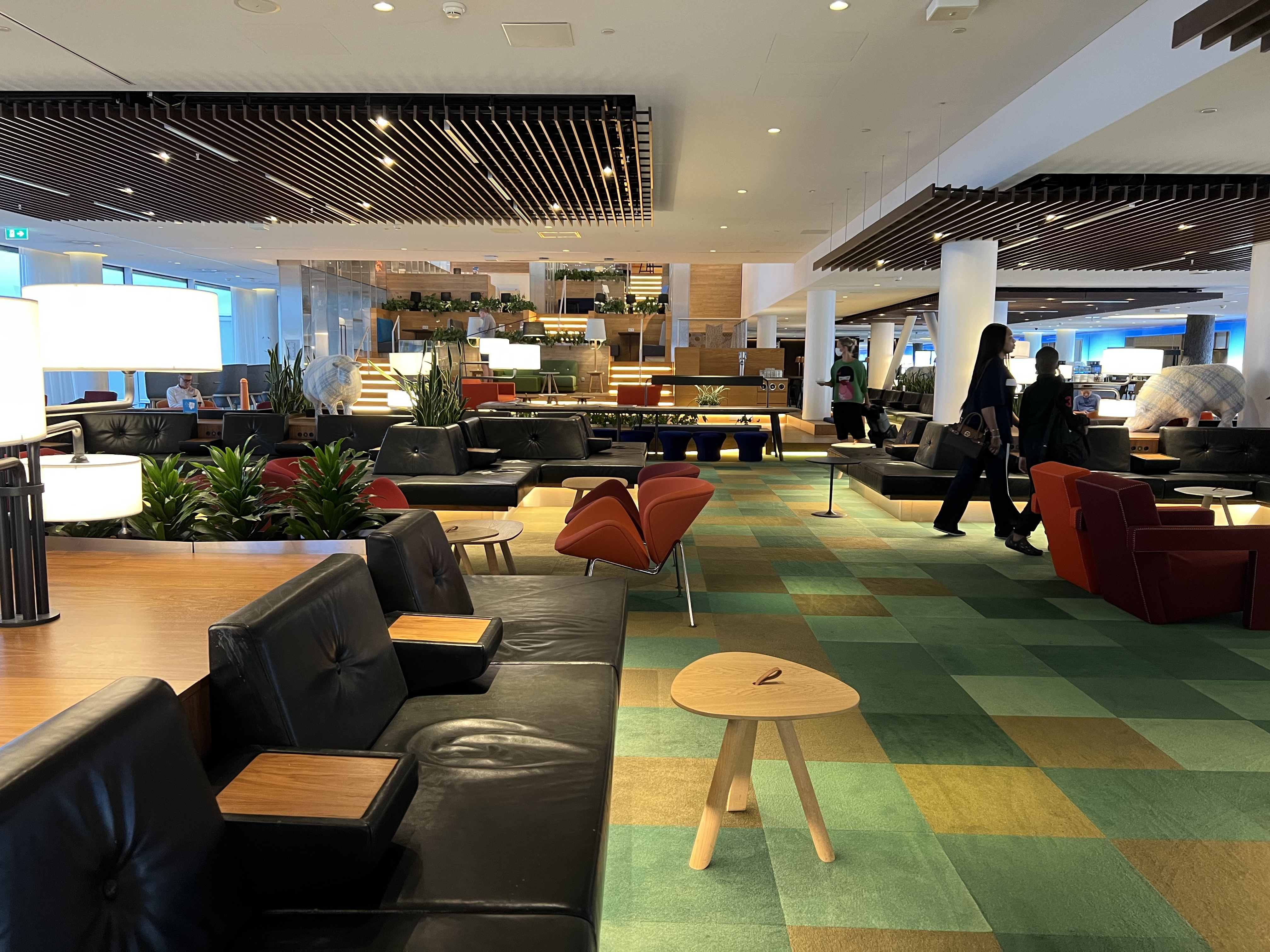
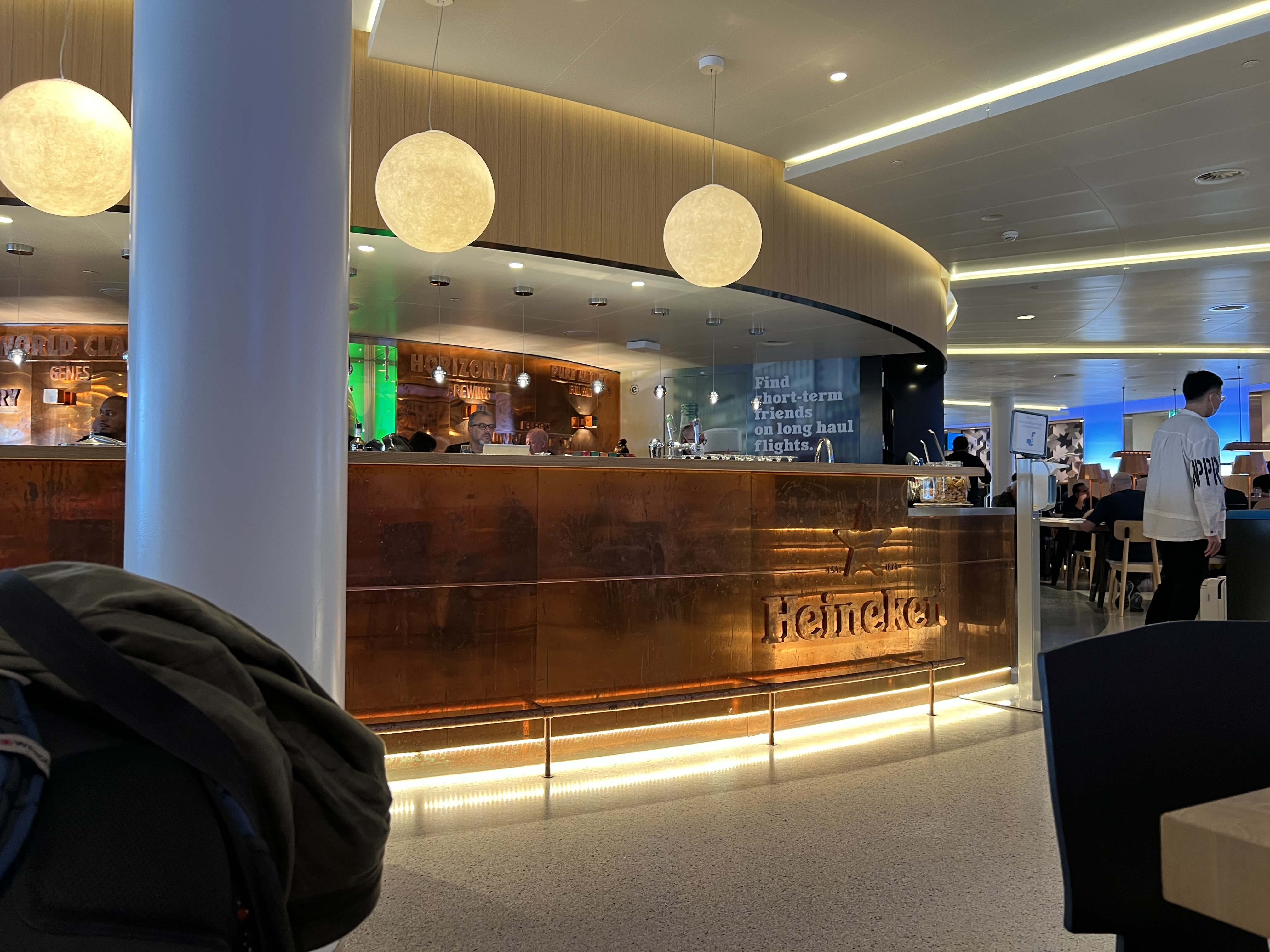

## Elders
Er zijn ook KLM Crown Lounges op de luchthavens Houston-Intercontinental, Toronto-Pearson.